# Нювліт
Нювліт (нід. Nieuwvliet) — село в нідерландській провінції Зеландія. Входить до муніципалітету Сльойс.
Його площа становить 12,03 км², а населення станом на 2021 рік складало 400 осіб.
Перша згадка про населений пункт датується 1514 роком.
До 1970 року мало статус окремого муніципалітету.